# محطة نووية من الجيل القادم

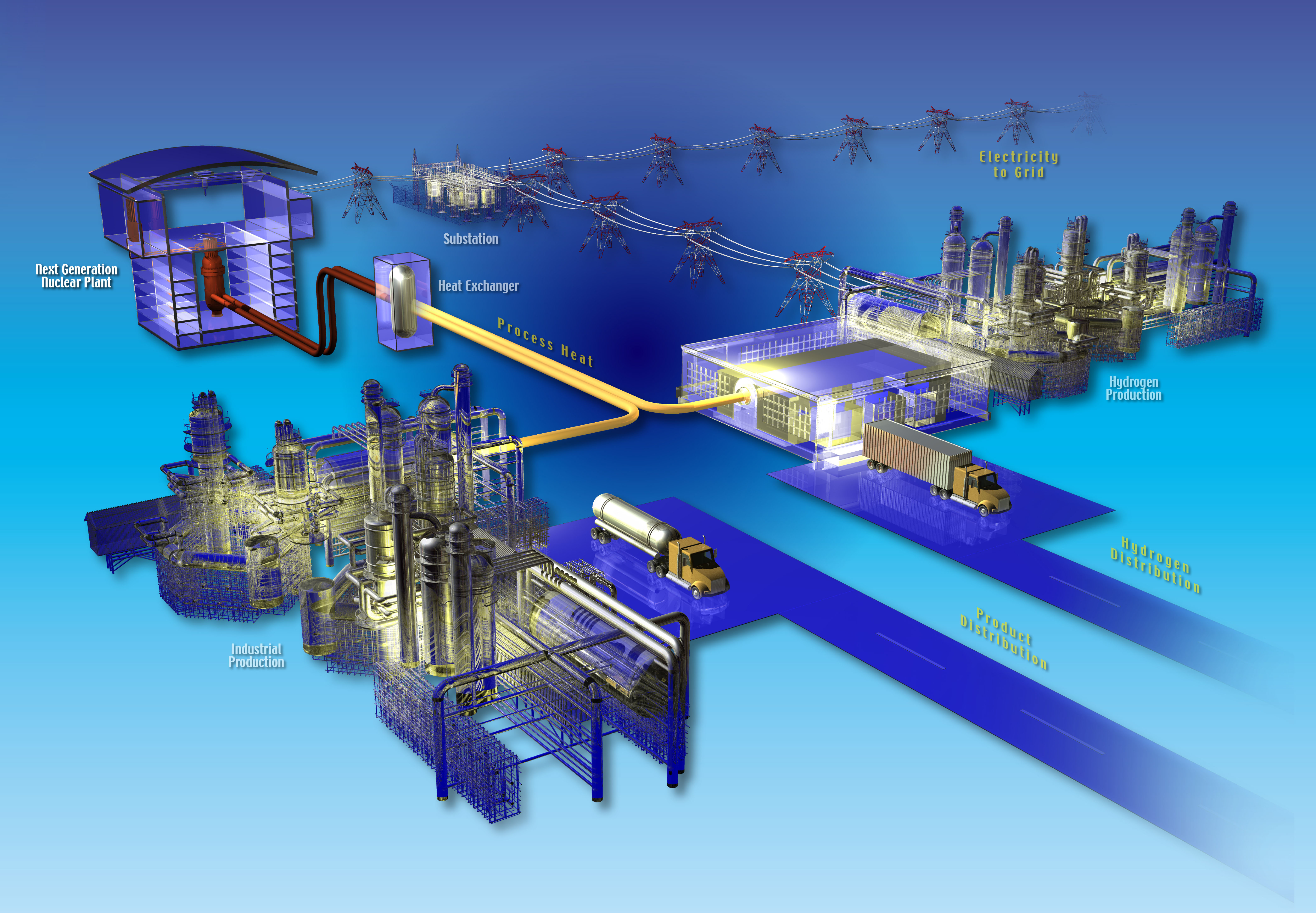
محطة نووية من نوع الجيل القادم.

محطة نووية من الجيل القادم يعد الجيل القادم من المفاعلات النووية عبارة عن مفاعل ذي درجة حرارة عالية جداً من الجيل الرابع يمكن أن يقترن بمنشأة مجاورة لإنتاج الهيدروجين. ويمكن أيضا أن تنتج الكهرباء والحرارة. يمكن استخدام ما يصل إلى 30٪ من هذه الحرارة لإنتاج الهيدروجين عبر التحليل الكهربي ذي درجة الحرارة العالية مما يقلل بشكل كبير من تكلفة العملية.
أصدرت وزارة الطاقة الأمريكية في عام 2007 «طلبًا للتعبير عن الاهتمام بهذا النوع من المحطات».
وافق مختبر أيداهو الوطني في عام 2012 على تصميم مماثل لمفاعل أريزا حيث سيتم نشر محطة توليد الطاقة النووية من الجيل القادم كنموذج أولي بحلول عام 2021.